# Orchestre philharmonique de Rotterdam
L'Orchestre philharmonique de Rotterdam (en néerlandais : Rotterdams Philharmonisch Orkest) est un orchestre symphonique néerlandais en résidence à Rotterdam.

## Histoire
Il est fondé en 1918. Le chef d'orchestre, Eduard Flipse, qui dirige l'orchestre de 1930 à 1962, le transforme progressivement en un ensemble professionnel. L'orchestre est ensuite dirigé par Edo de Waart (1967-1979), puis par David Zinman (1979-1982). Il obtient une reconnaissance internationale.
Depuis 1966, il est en résidence à la salle de concert De Doelen. Depuis 2010, il est également orchestre invité au Théâtre des Champs-Elysées à Paris. Entre les concerts donnés à Rotterdam et les concerts donnés à l'extérieur, les programmes éducatifs et scolaires, son audience est de 150 000 à 200 000 auditeurs par an.

## Chefs d'orchestre
- Willem Feltzer (1918-1928)
- Alexander Schmuller (1928-1930)
- Eduard Flipse (1930-1962)
- Franz-Paul Decker (1962-1967)
- Jean Fournet (1968-1973)
- Edo de Waart (1973-1979)
- David Zinman (1979-1982)
- James Conlon (1983-1991)
- Jeffrey Tate (1991-1995)
- Valery Gergiev (1995-2008)
- Yannick Nézet-Séguin (2008-2018)[2]
- Lahav Shani (chef nommé, 2018-2019[1])

### Prises de position
L'orchestre demande à Valery Gergiev de « prendre ouvertement ses distances avec les actions du président Poutine en Ukraine » ; à défaut, les prochains concerts du chef russe proche de Vladimir Poutine avec l’orchestre et le festival Gergiev de septembre seraient annulés.

## Enregistrements
Les premiers enregistrements de musique par l'orchestre de Mahler, se déroulent dans les années 1950, sous la direction d'Eduard Flipse. L'orchestre est sous contrat avec Deutsche Grammophon et BIS Records, il a aussi réalisé des disques, dans les années passées, avec Philips, Erato, EMI et Virgin Classics. L'orchestre a par ailleurs créé son propre label, Rotterdam Philharmonic Vintage Recordings, pour la diffusion de ses propres enregistrements historiques.

## Galerie

Orchestre philharmonique de Rotterdam
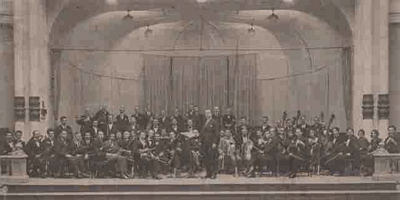
L'orchestre en 1923, dans l'ancienne salle De Doelen.
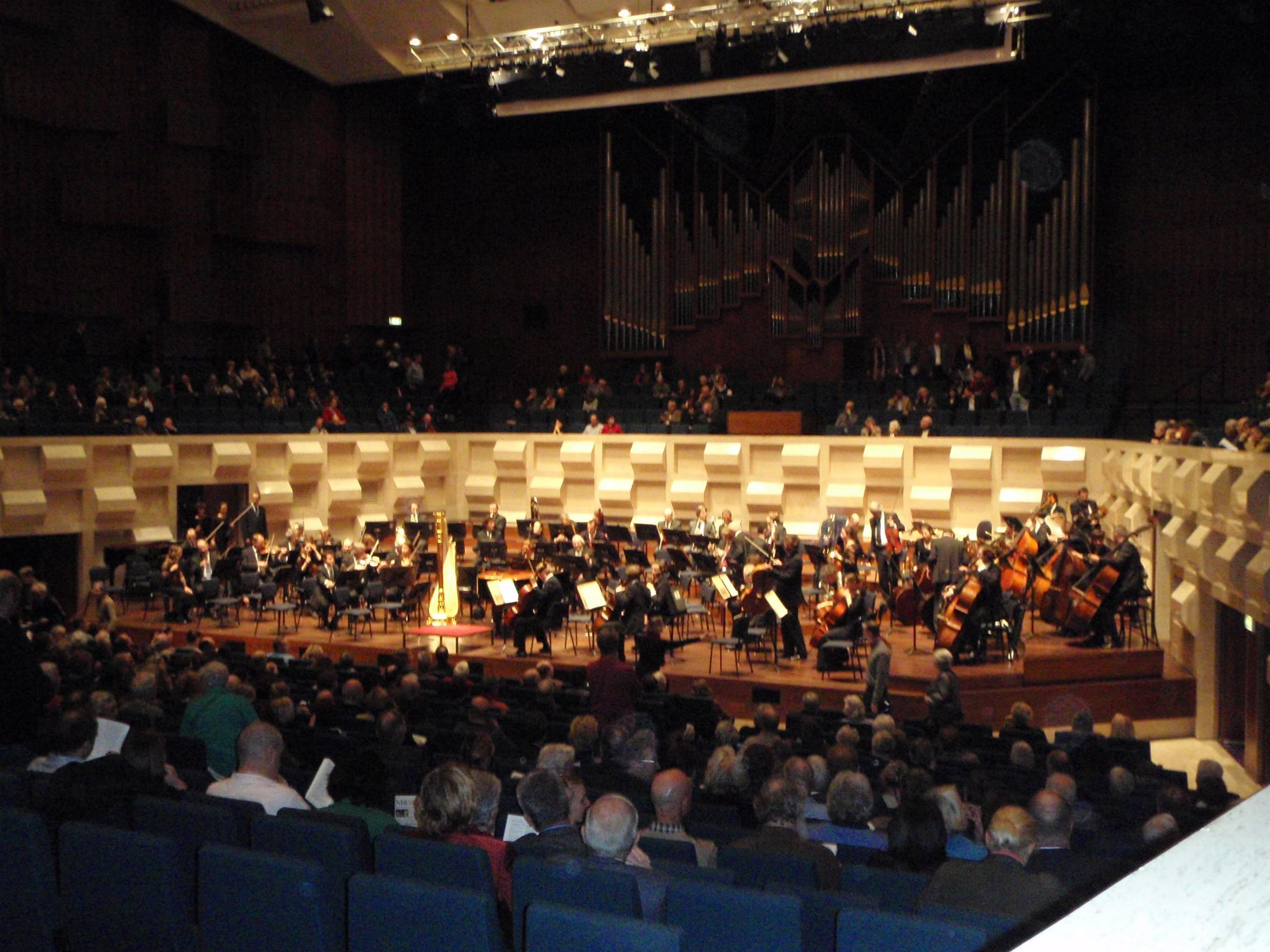
Salle de concerts contemporaine De Doelen (Rotterdam).
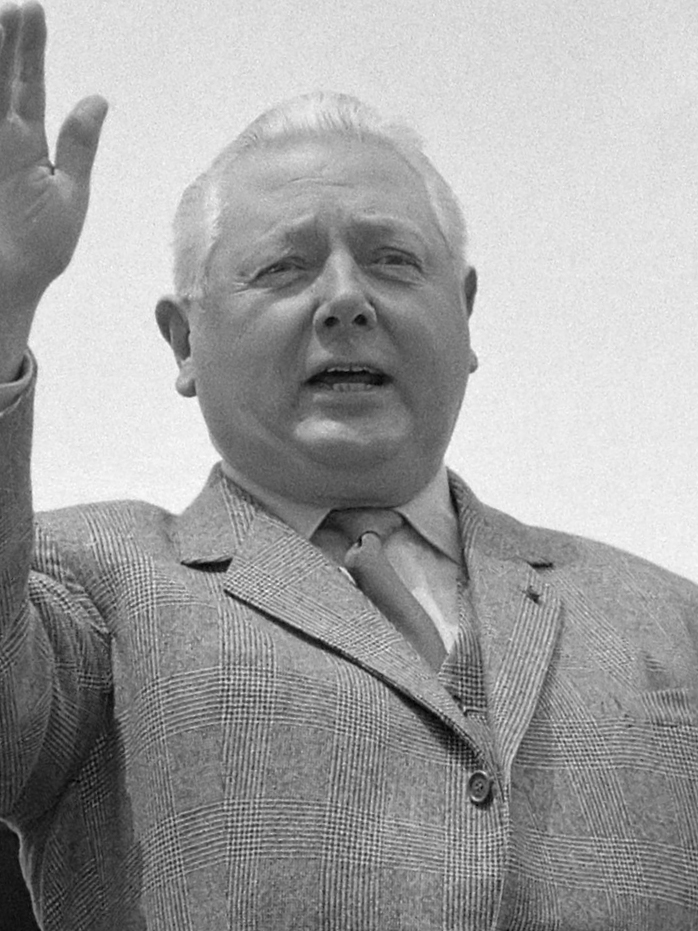
Eduard Flipse.
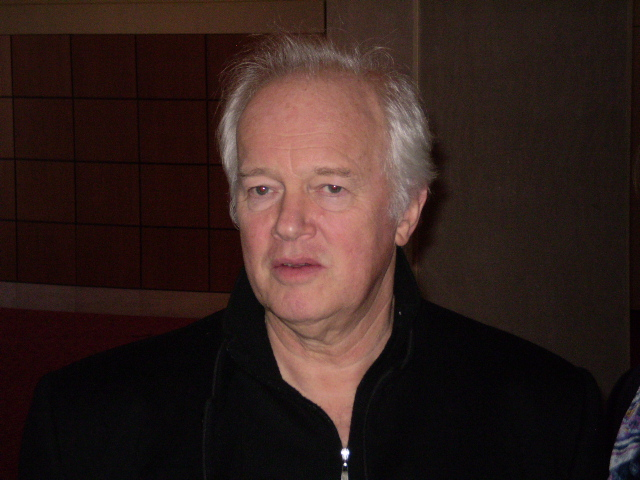
Edo de Waart.
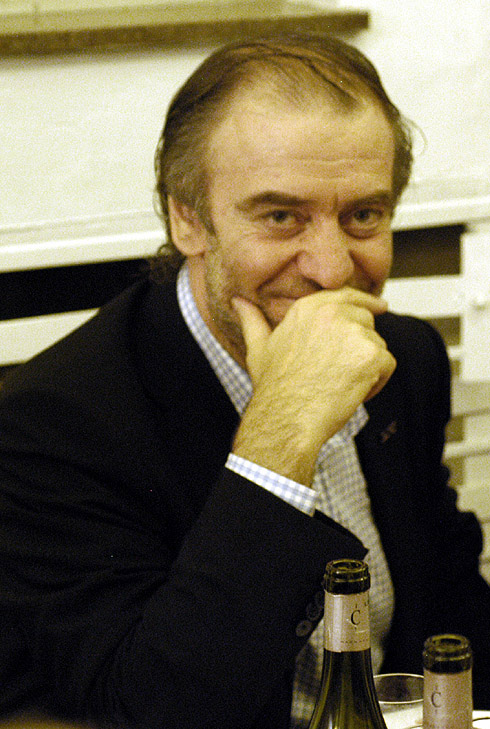
Valeri Gergiev.
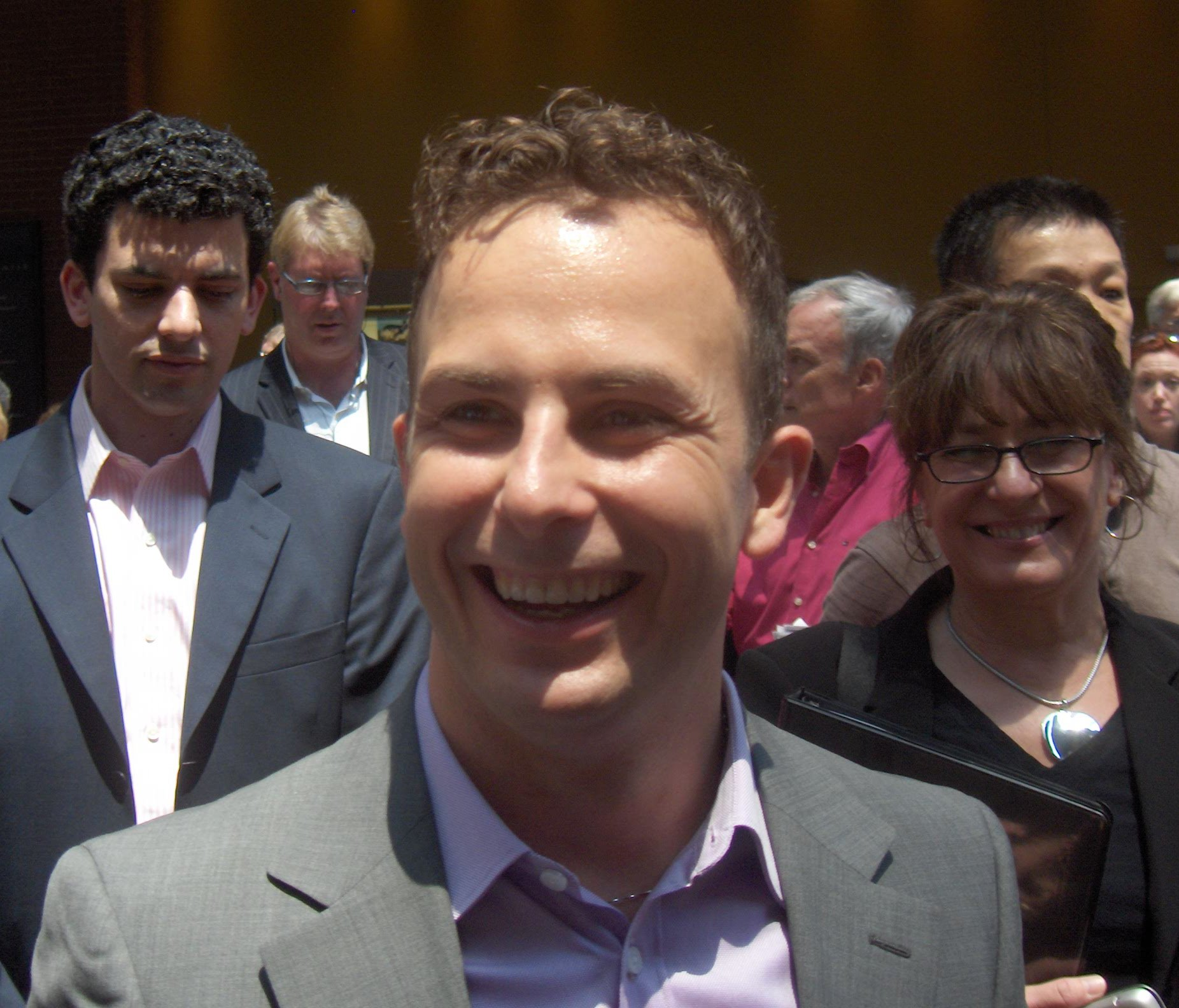
Yannick Nézet-Séguin.